# Гамильтон-Рассел, Густав, 10-й виконт Бойн
Густав Майкл Джордж Гамильтон-Рассел, 10-й виконт Бойн (англ. Gustavus Michael George Hamilton-Russell, 10th Viscount Boyne; 10 декабря 1931 — 14 декабря 1995) — англо-ирландский пэр, военный и банкир.
Титулы: 10-й виконт Бойн в провинции Ленстер (с 18 января 1942 года, Пэрство Ирландии), 4-й барон Бранспет из Бранспета в графстве Дарем (с 18 января 1942, Пэрство Великобритании) и 10-й барон Гамильтон из Стакаллана (с 18 января 1942 года, Пэрство Ирландии).

## Ранняя жизнь
Родился 10 декабря 1931 года. Единственный сын достопочтенного Густава Ласселлеса Гамильтона-Рассела (1907—1940), старшего сына Густава Гамильтона-Рассела, 9-го виконта Бойна (1864—1942), и леди Маргарет Селины Ласселлес (1883—1978). Его мать — Джоан Верена Ллойд-Верни (1908—1938), единственная дочь сэра Гарри Ллойда-Верни от леди Джоан Кафф, старшей дочери Гамильтона Каффа, 5-го графа Десарта.
Его отец умер от ран, полученных на Западном фронте в 1940 году, он стал преемником своего деда в качестве виконта Бойна 18 января 1942 года. Он получил образование в Итонском колледже, а затем поступил в Королевскую военную академию в Сандхерсте. Позже он учился в Королевском сельскохозяйственном колледже.

## Карьера
Виконт Бойн был призван в Гренадерскую гвардию в 1952 году, служил прапорщиком во время Праздника выноса знамени в 1953 году, вышел в отставку в звании лейтенанта. В 1961 году он был назначен мировым судьей Шропшира, а в 1965 году — заместителем лейтенанта Шропшира. Директор Национального Вестминстерского банка в 1975—1990 годах.
Лорд Бойн был назначен лордом в ожидании в 1981 году и лордом-лейтенантом Шропшира в 1994 году, занимая обе должности до своей смерти в 1995 году.
Кавалер Ордена Святого Иоанна и рыцарь-командор Королевского Викторианского ордена с 1995 года.

## Семья
11 апреля 1956 года виконт Бойн женился на Розмари Энн Стакли (род. 8 января 1936), второй дочери сэра Денниса Стакли, 5-го баронета (1907—1983), и достопочтенной Шейлы Маргарет Уорвик Бэмпфилд. У супругов было три дочери и сын:
- Достопочтенная Каролина Вероника Гамильтон-Рассел (род. 15 февраля 1957), в 1975 году она вышла замуж за Дэвида Джорджа Фотергилла Бэнкса, от брака с которым у неё было двое детей. Супруги развелись в 1990 году. В 1997 году она вторично вышла замуж за майора Роберта Кристофера Рэймента Коттерелла.
- Достопочтенная Сара Эмма Гамильтон-Рассел (15 июля 1959—1989), в 1981 году она вышла замуж за Найджела Энтони Твистона-Дэвиса, с которым развелась в 1987 году.
- Достопочтенная Люси Джейн Гамильтон-Рассел (род. 13 сентября 1961), в 1983 году она вышла замуж за Патрика Джеймса Бейли, с которым развелась в 1986 году. В 1989 году она вторично вышла замуж за Саймона Шервуда, от брака с которым у неё было двое детей.
- Густав Майкл Стакли Гамильтон-Рассел, 11-й виконт Бойн (род. 27 апреля 1965).

Лорд Бойн скончался 14 декабря 1995 года в возрасте 64 лет. Его титулы унаследовал его единственный сын Густав, «Тави».